# Mohamed Abdallah (calciatore 1981)
Mohamed Abdallah, a volte menzionato con il cognome Abdullah (Banha, 23 maggio 1981), è un ex calciatore egiziano, di ruolo difensore.

## Carriera

### Club
Ha giocato nella massima serie dei campionati egiziano e turco.

### Nazionale
Nel 2002 ha esordito in nazionale.

## Palmarès

### Club

#### Competizioni nazionali
- Coppa d'Egitto: 4

Ismaily: 1999-2000
Al-Ahly: 2005-2006, 2006-2007
Zamalek: 2007-2008
- Campionato egiziano: 3

Ismaily: 2001-2002
Al-Ahly: 2005-2006, 2006-2007